# Mont Bissa
Pour les articles homonymes, voir Bissa.
 (juin 2009).
Si vous disposez d'ouvrages ou d'articles de référence ou si vous connaissez des sites web de qualité traitant du thème abordé ici, merci de compléter l'article en donnant les références utiles à sa vérifiabilité et en les liant à la section « Notes et références ».
Le mont Bissa est un massif montagneux algérien situé au cœur du Dahra dans la wilaya de Chlef. Il culmine à 1 152 m d'altitude à Kef el Ogab, et est limité à l'est et au sud par l'oued Hamlil et les massifs des Beni Rached et des Medjadja, au nord par la mer Méditerranée et à l'ouest par la vallée de l'oued Allala.
C'est un massif très boisé avec une des plus grandes forêts d'Algérie constituée de pins, chênes, chênes-lièges, chênes verts, d'une végétation de maquis, et à la faune très riche : sangliers, chacals, lièvres, rapaces, etc.
La population est berbérophone et le dialecte local fait partie de la famille zénéte comme le chaoui et le rifain. Le mont Bissa a été un des hauts lieux de la guerre de libération et la population a payé un lourd tribut lors de la période coloniale[réf. nécessaire]. « La désertion de [Henri] Maillot [en mars 1956, mort au combat en juin 1956] et son apport d’armes permit au parti communiste algérien de créer son premier maquis dans le massif montagneux de la Bissa (région de Térico) ».